# 한백희
한백희(본명: 한영란 , 1949년 6월 11일 ~ 2006년 1월 6일)은 대한민국의 가수이자 연예 매니저이다. 
가족으로는 조카 김완선이 있다. 인순이를 성공시킨 뛰어난 매니저였다. 15살이던 김완선을 데려와 당시에는 없던 연습생 생활을 시작하게 했다. 오전에는 노래 연습을 하고 오후에는 춤을 추며 하드트레이닝으로 오늘날의 김완선을 만들었다. 하지만 김완선 23세 때 은퇴 종용(해외 진출 위해), 과도한 다이어트 요구로 영양실조로 인한 활동 중단, 13년 동안 무임금으로 일하게 한 점 등등 문제가 있었다. 김완선의 활동에서 얻은 수익은 남편의 사업자금으로 들어갔고 김완선에게 병원비를 빌리는 등 어렵게 생활하였다.

당시 이모가 운영했던 한백희 여사가 만든 기획사(소속사)는 <희명기획> 이었다고 한다.(다만 지금하고 다르게 가수 한사람만 데리고 혼자서 열몇사람이 해야할 가수매니지먼트를 너무나 완벽하게 잘했다고 하며 가수키우는일에는 정말 열정적이었던걸로 보인다.)

## 사망
2006년 1월 6일 당뇨병으로 아침 9시 여의도 성모병원에서 세상을 떠났다.

## 가족
- 김정현 (아들)
- 김완선 (조카)